# Berkuš
Berkuš (mađ. Berkesd, nje. Berkisch) je selo u južnoj Mađarskoj.
Zauzima površinu od 19,04 km četvorna.

## Zemljopisni položaj
Nalazi se na 46°4' sjeverne zemljopisne širine i 18°25' istočne zemljopisne dužine, istočno od Pečuha. Szilágy je 3,5 km sjeverno, a Elen (Lenda) je 3 km zapadno.

## Upravna organizacija
Upravno pripada Pečvarskoj mikroregiji u Baranjskoj županiji. Poštanski broj je 7664.

## Povijest
U povijesti se spominje još 1015. kao Villa Berkus.

## Stanovništvo
Berkuš ima 920 stanovnika (2001.). 

## Vanjske poveznice
- (mađ.) Berkesd Önkormányzatának honlapja
- (mađ.) Plan Berkuša  Arhivirana inačica izvorne stranice od 30. rujna 2007. (Wayback Machine)
- Berkuš na fallingrain.com